# インガー・アンダーセン
インガー・アンダーセン（丁: Inger la Cour Andersen, 1958年5月23日 - ）は、デンマークの経済学者で環境保護活動家、政治家。2019年2月国連環境計画(UNEP)事務局長に就任。

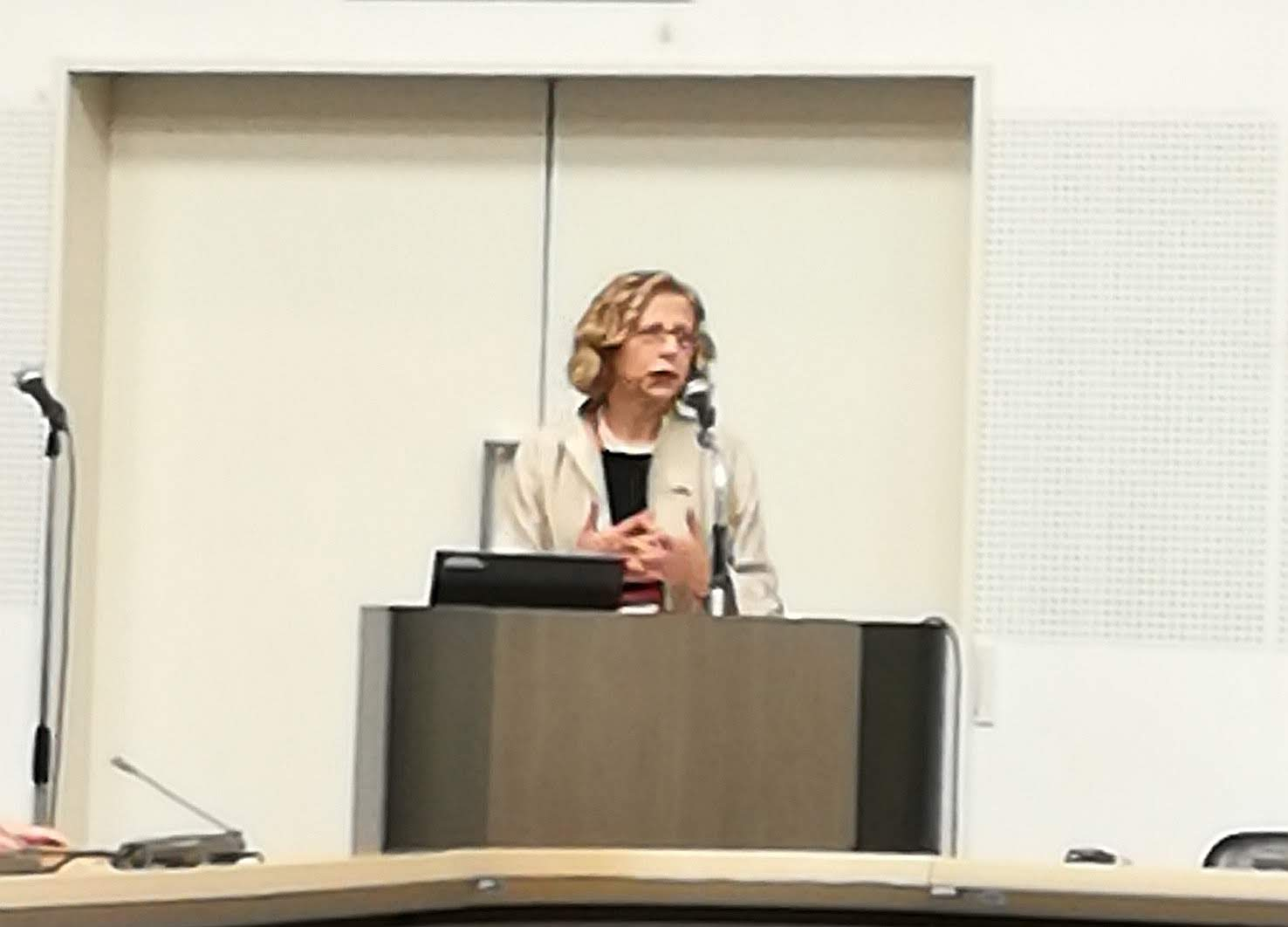
インガー・アンダーセン IUCN事務局長 国連大学 2018年10月2日

## 概要
アンダーセンはUNEPの事務局長の任命に先立ち、国際自然保護連合（IUCN）の事務局長（2015年-2019年）、CGIAR基金評議会議長の任期を挟み1999年に入行した世界銀行では副総裁として持続可能な開発について中東および北アフリカ担当（2011年10月-2014年12月）を務めた。

## 家族と幼少期と教育
インガー・アンダーセンは母アーゴット・ラクール・アンダーセンと父エリック・アンダーセンの娘に生まれ、母方の祖父はデンマークの歴史家で考古学者のヴィルヘルム・ラ・クールである。兄はアメリカズカップなどヨットレースと環境ドキュメンタリーの著名な映像製作者で作家の故ハンス・ラクール・アンダーセンである。
デンマークの北ユラン地域ジェラップ村で生まれ高等学校を1977年に卒業、ロンドン北部工科学校（現ロンドン・メトロポリタン大学）を1981年に卒業し学士号を取得。1982年にはロンドン大学東洋アフリカ研究学院で北東アフリカの地域経済と開発を主題に研究し修士号を受ける。

## 主な職歴
アンダーセンのキャリアは当初、1982年に英国の助成を受けたプログラムの下、スーダンにわたって英語を教えることから始まり、やがて開発関係の仕事に就き1982年から1985年までスーダン・カトリック司教会議（英語）の開発および救援部門〈Sudan Aid〉に加わると飢餓と干ばつ緩和および復旧に焦点を当てた。

### 国連
ニューヨークの国連本部に入ると、1987年から1992年の12年にわたり、国連スダノ・サヘル事務所（UNSO）で働いており、干ばつと砂漠化の問題に取り組んだ経歴がある。1992年、国連開発計画（UNDP）で中東と北アフリカ地域 (Middle East and North Africa：MENA) の地球環境ファシリティ調整役に任命され、1999年までアラブ22ヵ国の地球環境ポートフォリオを監修した。

### 世界銀行
アンダーセンは1999年から2001年にかけて国連開発計画(UNDP)と世界銀行の国際水資源協定の調整役として世界銀行に出向して、特にアフリカと中東の水資源、環境の持続可能な開発の領域に重点を置く。水資源管理と交渉の分野では西・中央アフリカ担当（2001年-2002年）、2002年-2004年に水資源供給と浄水ならびに水資源と都市開発を担当する。
2010年から2011年まで、アンダーセンは世界銀行の持続可能な開発担当副総裁および国際農業研究協議グループ (CGIAR) 基金評議会議長を務めた。在任中、同評議会とCGコンソーシアムの設立を監督した。持続可能な開発担当副総裁として、アンダーセンが提起した世界銀行の優先課題は多く、その一部として農業生産性と食料安全保障の強化、インフラ投資、気候変動の回復力および緑の成長、社会的説明責任、災害リスク管理および文化と開発をあげることができる。国連の持続可能な開発目標の17の目標に広く関わる。
持続可能な開発部門をおさめる任期中に、アンダーソンは世界銀行の分析および投資支援の規模拡大を監督し、エネルギー、水資源、輸送の確保と農業および環境セクターに向けた投資に備える回復力のあるインフラ開発を支えた。地域の気候と水資源をめぐるあつれきを緩和する必要性に特に注力しており、どちらも平和と安定に対して重要な脅威になりかねないと主張した。
2012年にリヤドで開かれたイエメン国際ドナー会議では、当時のサウジアラビア財務大臣イブラヒム・アブドゥルアズィーズ・アル＝アッサーフとともに共同議長を務めた。アンダーセンはMENAの副総裁として、2014年のガザでの戦争の人道的影響についても率直に述べ、ガザとヨルダン川西岸での輸入と移動の自由の確保、パレスチナ自治区とイスラエルの両方の治安を求めた。2011年、アンダーセンはG8 / G7財務大臣のドーヴィル会議で世界銀行を代表し、アラブ地域への追加支援を求めた。

### 国際自然保護連合 (IUCN)
2015年1月に国際自然保護連合 (IUCN) の事務局長に任命されると、アンダーセンは職責において世界中の50以上の事務所でIUCNの業務を担当した。
IUCNはアンダーセンのリーダーシップの下、米国ハワイ州で2016年世界自然保護会議を開催し、会議の正式な開会の前夜にハワイ入りしたバラク・オバマ大統領が出席者を歓迎する挨拶を行った。同国が初めて主催国として開催するIUCNの会議であり、アンダーセンは「自然保護のオリンピック」とも呼ばれる世界最大の国際環境保護会議を成功に導いた。
IUCN在任中、アンダーセンは持続可能な開発を達成する取り組みにおける自然保護の重要性を次のように強調した。
「自然は人間の願望の障害ではなく、不可欠なパートナーであり、すべての取り組みに貴重な貢献を提供します。」

### 国連環境計画 (UNEP)
2019年2月21日、国連総会は、アンダーセンを国連環境計画（UNEP）の事務局長に選出した。任期は4年。

## 受賞
- 国際道路連盟 年間専門家賞 Professional of the Year、世界銀行副総裁（中東北アフリカ地域担当）として（2013年11月10日授与）[34]
- タフツ大学 ジャン・メイヤー博士賞、世界銀行副総裁（中東北アフリカ地域担当）として（2014年）[35]

## その他の経歴

### 国際組織
- 国連グローバルコンパクト理事
- 国連環境計画（UNEP）金融調査諮問委員

### 企業取締役
- ネスプレッソ、持続可能性諮問理事会（NSAB）理事

### 非政府組織
- 持続可能な開発ソリューションネットワーク（SDSN）、ハイレベルリーダーシップ評議会評議員
- 持続可能なエネルギー（SE4All）諮問委員
- 生態系と生物多様性の経済学（TEEB）諮問委員
- 世界経済フォーラム（WEF）、環境と天然資源の安全保障に関するグローバルアジェンダ評議員
- 2030水資源グループ、運営委員会および運営委員
- エコフォーラムグローバル国際諮問委員（EFG-IAC）
- 国際オリンピック委員会（IOC）持続可能性およびレガシー委員

### SDGs への貢献
国連の定めた持続可能な17の開発目標すなわち SDGs〈エスディージーズ〉について、アンダーセンの施策は以下の項目に貢献している。
- 第2項：飢餓をゼロに…「飢餓を終わらせ、食料安全保障及び栄養改善を実現し、持続可能な農業を促進する」[36]
- 第6項：安全な水とトイレを世界中に…「すべての人々の水と衛生の利用可能性と持続可能な管理を確保する」[10]
- 第7項：エネルギーをみんなに、そしてクリーンに…「すべての人々の、安価かつ信頼できる持続可能な近代的エネルギーへのアクセスを確保する」[37]
- 第13項：気候変動に具体的な対策を…「気候変動及びその影響を軽減するための緊急対策を講じる」[36]
- 第14項：海の豊かさを守ろう…「持続可能な開発のために海洋・海洋資源を保全し、持続可能な形で利用する」[38]
- 第15項：陸の豊かさも守ろう…「陸域生態系の保護、回復、持続可能な利用の推進、持続可能な森林の経営、砂漠化への対処、ならびに土地の劣化の阻止・回復及び生物多様性の損失を阻止する」[10]
- 第16項：平和と公正をすべての人に…「持続可能な開発のための平和で包摂的な社会を促進し、すべての人々に司法へのアクセスを提供し、あらゆるレベルにおいて効果的で説明責任のある包摂的な制度を構築する」[39]
- 第17項：パートナーシップで目標を達成しよう…「持続可能な開発のための実施手段を強化し、グローバル・パートナーシップを活性化する」[36]

## 著作物
- Andersen, I., and George Golitzen. K., eds. The Niger river basin: A vision for sustainable management. World Bank Publications, 2005.
- Salman, M. A (2010-06-06). “The international core water team”. In Wolf, Aaron T. (英語). Sharing Water, Sharing Benefits: Working towards effective transboundary water resources management (graduate/professional skills-building workbook). UNESCO. v, x, xi xiii ISBN 978-9-2310-4167-9（仮題「国際コア水資源チーム」『水資源の共有は利益の共有：効果的な越境水資源管理に向けて取り組む』〈大学院生/専門的スキル構築ワークブック〉）
- Gladstone, W.; N. Tawfiqa; D. Nasra; I. Andersen; C. Cheung; H. Drammeh; F. Krupp; S. Lintnere (1999). Sustainable Use of Renewable Resources and Conservation in the Red Sea and Gulf of Aden. 42. Elsevier（紅海とアデン湾における再生可能資源の持続可能な利用と保全）

- Andersen, I, Director General of the International Union for the Conservation of Nature (IUCN) (2017年6月16日). “Healthy Oceans: The Cornerstone for A Sustainable Future” (英語). Impakter.com. 2019年4月9日閲覧。